# Christian Eriksen
Pour les articles homonymes, voir Eriksen.
Christian Dannemann Eriksen, né le 14 février 1992 à Middelfart au Danemark, est un footballeur international danois évoluant au poste de milieu offensif.
Eriksen commence sa carrière en 2010 sous les couleurs de l'Ajax Amsterdam, club avec lequel il remporte notamment trois titres de champion des Pays-Bas. Il fait également partie du Club des Cent, joueurs ayant joué au moins cent matches avec l'Ajax. En 2013, il rejoint l'équipe anglaise de Tottenham Hotspur et connaît une éclosion lors de la saison 2015-2016, lors de laquelle il termine second meilleur passeur du championnat. Le club finit alors troisième au classement, accédant en Ligue des champions. Il termine également l'exercice 2016-2017 avec un total de 23 passes décisives distribuées. En 2019, Tottenham atteint la finale de la Ligue des champions mais échoue contre Liverpool. Il signe en 2020 avec l'Inter Milan et remporte le championnat d'Italie dès la première année. Le 12 juin 2021, Eriksen est victime d'un arrêt cardiaque lors de la première journée de l'Euro 2020 qui opposait le Danemark à la Finlande.
International danois depuis 2010, Christian Eriksen participe à la Coupe du monde 2010, à l'Euro 2012, à la Coupe du monde 2018, à l'Euro 2020 et à la Coupe du monde 2022. Avec 40 buts, il est le quatrième meilleur buteur de l'histoire de la sélection.

## Biographie

### Jeunesse et formation
Christian Eriksen commence le football dès l'âge de trois ans dans le club de sa ville natale de Middelfart, le Middelfart G & BK, où son père Thomas est un entraîneur. En 2004, il participe au bon parcours en championnat de son équipe des moins de 12 ans, qui termine invaincue pour la troisième fois en quatre ans. Il reste dix ans dans ce club où il apprend les bases du football et signe au OB Odense en 2005.
Dès sa première année à Odense, Christian participe au championnat danois de jeunes où son club atteint les demi-finales, perdues contre le Brøndby IF. Eriksen est élu meilleur joueur technique du tournoi. L'année suivante, en 2006, il remporte le tournoi en marquant un but. Après de bonnes participations avec les moins de 16 et 19 ans d'OB Odense et les moins de 17 ans danois, Christian Eriksen est contacté par des clubs prestigieux comme Chelsea et le FC Barcelone pour effectuer un essai. Mais ce sont les Néerlandais de l'Ajax Amsterdam qui signent un accord avec le club danois en octobre 2008, pour un transfert officiel en janvier 2009 pour la somme de 1,1 million d'euros. Fin 2008, il est élu Meilleur joueur de moins de 17 ans danois par la Fédération du Danemark de football. Juste après le prix, il marque contre le Portugal. Eriksen est alors considéré au Danemark comme l'un des plus grands talents du pays depuis Michael et Brian Laudrup.

### Carrière en club

#### Ajax Amsterdam (2010-2013)

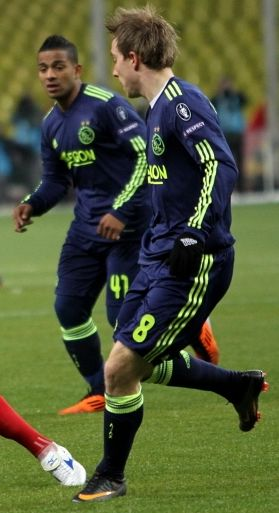
Eriksen avec son ancien coéquipier de l'Ajax Lorenzo Ebecilio en mars 2011.

Le 17 octobre 2008 Christian Eriksen signe un contrat de deux ans et demi avec l'Ajax Amsterdam qu'il rejoint en janvier 2009. Les frais de transfert perçus par OB étaient estimés à un million d'euros (847 199 £), tandis que Middelfart reçoit également une somme de 35 000 €, utilisée par la suite pour la construction d'un terrain de football. Il joue pendant un an dans les équipes jeunes du club et est ensuite intégré à l'équipe professionnel en janvier 2010, où il porte le numéro 51.
Le 17 janvier 2010, il participe à son premier match en Eredivisie contre NAC Breda en étant titularisé. Il laisse sa place à Siem de Jong à la 84e minute et le match se termine sur un score nul (1-1). Il participe également à la double confrontation contre la Juventus en Ligue Europa le 18 février (défaite à domicile 1-2) et le 25 février (match nul 1-1). Le 7 mars 2010, lors du match de championnat contre le Sparta Rotterdam remporté par l'Ajax sur le score de trois buts à zéro il se distingue en délivrant sa première passe décisive sur le but de son compatriote Dennis Rommedahl. Eriksen inscrit son premier but en professionnel lors du déplacement à Deventer pour affronter Go Ahead Eagles le 25 mars de la même année, en Coupe KNVB. Il est titulaire au poste d'ailier gauche ce jour-là et son équipe s'impose 6-0. Il remporte également le premier titre de sa carrière cette saison-là en jouant la finale de cette compétition face au Feyenoord Rotterdam. Eriksen participe d'ailleurs aux deux matchs de la finale, le 25 avril (2-0 pour l'Ajax) et le 6 mai (victoire 1-4). Au terme de cette première saison professionnelle, il compte 21 matchs toute compétitions confondues, avec un but et une passe décisive.
Eriksen, qui choisit ensuite de porter le numéro huit, obtient une place à part entière dans l'équipe de l'Ajax au cours de la saison 2010-2011 grâce à ses performances. Le jeune Danois joue sa première rencontre de Ligue des champions le 28 juillet 2010 lors du match nul (1-1) face au PAOK Salonique en match de qualification. Il débute bien la saison en marquant notamment dès la quatrième journée de championnat sur la pelouse de De Graafschap, le 29 août 2010, où son équipe s'impose sur le score de cinq buts à zéro. Il inscrit un autre but en championnat le 12 décembre 2010 face au Vitesse Arnhem, donnant la victoire à l'Ajax (1-0). Le club termine troisième de son groupe de C1 et est reversé en Ligue Europa. Le match aller des seizièmes de finale se joue le 17 février 2011 face au RSC Anderlecht et Eriksen est auteur d'une prestation éblouissante. En effet, avec un but et deux passes décisives le Danois est impliqué dans l'intégralité des buts de son équipe, qui s'impose par trois buts à zéro. L'Ajax est finalement éliminée au tour suivant face au FK Spartak Moscou. Le 1er mai 2011 il est encore l'auteur d'une belle prestation en marquant un but et délivrant une passe décisive contre le SC Heerenveen, permettant à son club de gagner (1-2). Cette saison-là il est sacré pour la première fois Champion des Pays-Bas avec l'Ajax, en étant un joueur majeur puisqu'il totalise 47 matchs, huit buts et seize passes décisives toutes compétitions confondues.
Le 2 novembre 2011, il offre deux passes décisives grâce à deux talonnades face au Dinamo Zagreb en Ligue des champions et permet à son équipe de l'emporter 4 à 0. Il est élu cette année-là joueur danois de l'année.
En juin 2012, les médias néerlandais font état d'une offre du FC Barcelone afin de recruter Christian Eriksen pour environ 20 millions d'euros.

#### Tottenham Hotspur (2013-2020)

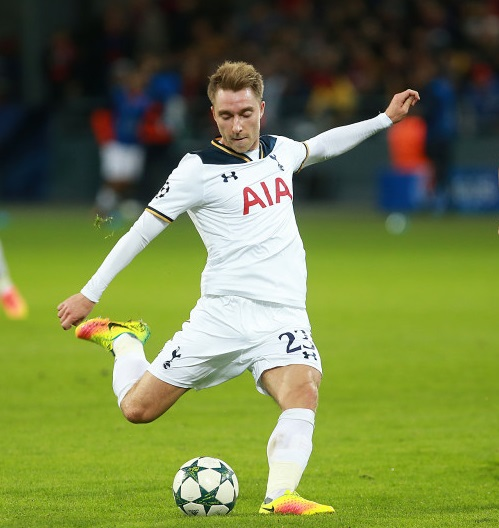
Eriksen en action pendant le match CSKA Moscou - Tottenham en 2016

Le 30 août 2013, Christian Eriksen est transféré à Tottenham Hotspur. Il est élu joueur danois de l'année 2013. Il joue son premier match pour les Spurs le 14 septembre 2013, lors d'une rencontre de Premier League face à Norwich City. Titulaire ce jour-là, il se distingue en délivrant une passe décisive pour Gylfi Sigurðsson sur l'ouverture du score, et son équipe l'emporte par deux buts à zéro. Le 23 mars 2014 il inscrit son premier doublé pour Tottenham et donne une passe décisive pour Gylfi Sigurðsson permettant la victoire des siens sur le fil 3-2 face à Southampton. Deux semaines plus tard, il inscrit un but et offre deux passes décisives à Emmanuel Adebayor et Harry Kane face à Sunderland. Le 12 avril suivant, il inscrit le but égalisateur dans les arrêts de jeu à l'occasion du déplacement à West Bromwich Albion pour un score final de 3-3. Il s'impose peu à peu comme le joueur clé des Spurs.
Le 4 octobre 2015, Eriksen réalise un doublé sur coup franc qui permet aux Spurs de revenir au score contre Swansea (2-2). Christian Eriksen termine sa saison avec treize passes décisives à son actif en championnat, permettant ainsi aux Spurs de se qualifier en Ligue des champions.

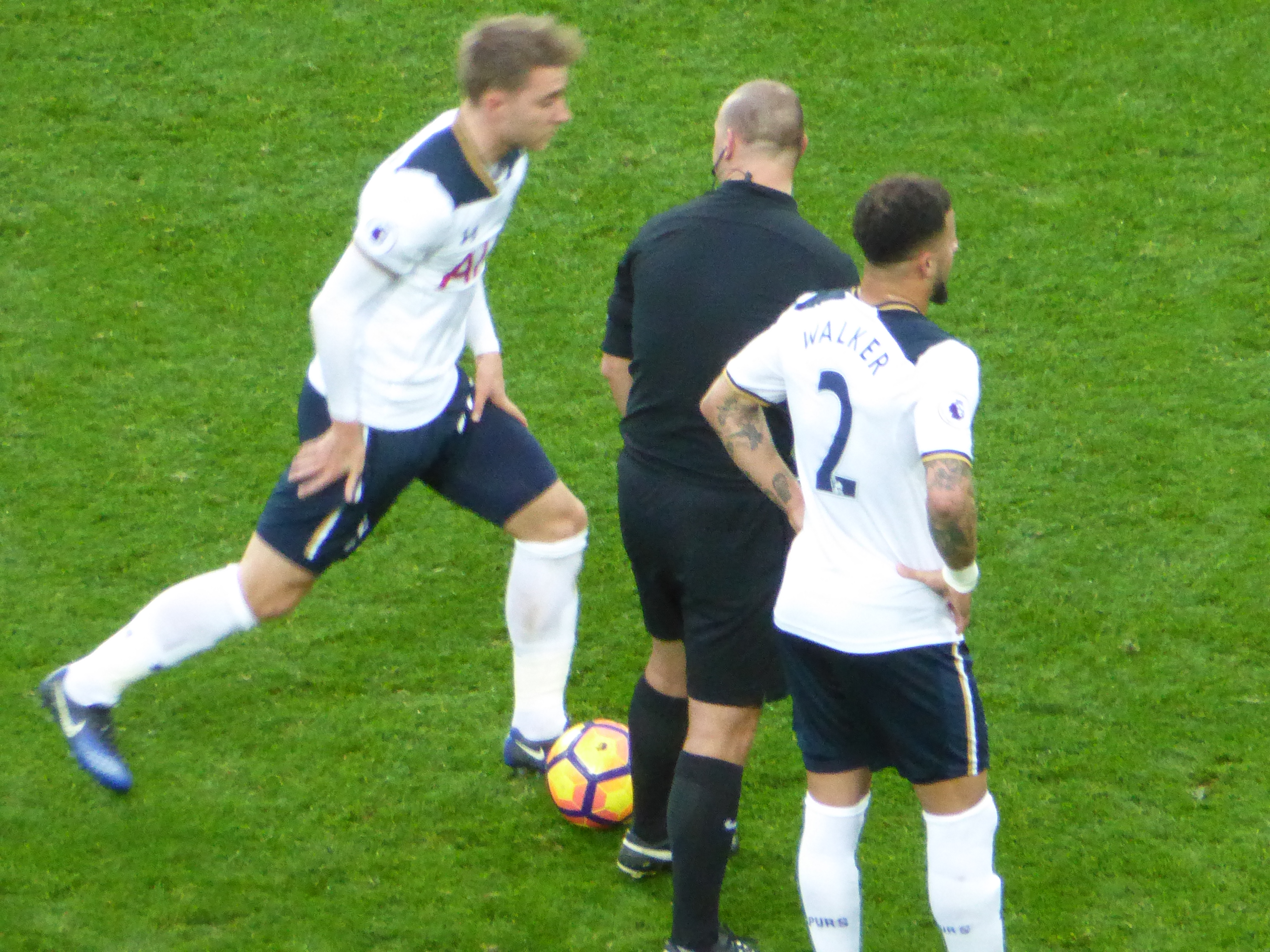
Christian Eriksen (à gauche) se prépare à tirer un coup franc aux côtés de son coéquipier Kyle Walker contre Manchester United en décembre 2016.

Le 26 février 2017, il délivre deux passes décisives pour Harry Kane (qui inscrit un triplé) et un score net de 4-0 face à Stoke City. Le 12 mars 2017, il inscrit le premier but de la rencontre face à Millwall en FA Cup ainsi que deux passes décisives pour Tottenham Hotspur large vainqueur 6-0. Le 19 mars 2017, il inscrit le premier but de la rencontre face à Southampton et s'impose sur le score de 2-1. Le 1er avril 2017, il inscrit le dernier but de la rencontre dans les arrêts de jeu et permet de finir large vainqueur 3-1 de Swansea. Le 26 avril 2017, il est le seul buteur de la rencontre sur le terrain de Crystal Palace vainqueur 0-1. Le 22 avril, il donne une première passe décisive à Harry Kane en demi-finale de la FA Cup contre Chelsea qui permet à Tottenham d'égaliser. En seconde période, il donne une passe décisive exceptionnelle à Dele Alli depuis le milieu de terrain et Tottenham revienit une deuxième fois au score, mais n'empêche pas la défaite (4-2). Le 18 mai 2017, il délivre deux passes décisives face à Hull City et termine la rencontre large vainqueur 7-1.
Le 23 juillet 2017, il inscrit un but des 30 mètres face au Paris Saint Germain en International Champions Cup en finissant vainqueur 4-2. Le 5 août 2017, il inscrit le but du 2-0 (qui sera le score final) face à la Juventus Turin. Le 13 août 2017, pour le premier match de la saison 2017-2018 du championnat de Premier League, il délivre deux passes décisives et finit vainqueur 2-0 sur la pelouse de Newcastle United. Le 9 septembre 2017, il inscrit le but du 2-0 contre Everton.
Le 23 septembre 2017, il marque le but du 3-0 face à West Ham United et finit victorieux malgré avoir été remonté 3-2. Le 14 octobre 2017, il inscrit le seul but du match face à Bournemouth. Le 1er novembre 2017, il marque le but du 3-0 face au Real Madrid en Ligue des champions et finit premier de sa poule avec aucune défaite. Le 9 décembre 2017, il inscrit le but du 5-0 face à Stoke City. Le 16 décembre 2017, il marque le but de « l'honneur » face à Manchester City en concédant une lourde défaite 4-1. Le 13 janvier 2018, il inscrit le but du 4-0 contre Everton vainqueur sur ce score. Le 31 janvier 2018, il inscrit un but au bout de neuf secondes de jeu face à Manchester United. Le 13 février 2018, au cours des huitièmes de finale de Ligue des champions face à la Juventus Turin, il marque le but égalisateur du 2-2 sur coup franc.
Au mois de mars 2019, il égale un record de David Beckham, celui d'avoir délivré au moins dix passes décisives en championnat lors de quatre saisons d'affilée. Le 3 avril 2019, Eriksen joue son 200e match de Premier League le jour du premier match de Tottenham dans son nouveau stade, le Tottenham Hotspur Stadium. Il marque un but et délivre une passe décisive durant une victoire 2-0 contre Crystal Palace. Lors de la 38e et dernière journée du championnat, Eriksen inscrit un coup franc contre Everton (score final 2-2). Le 1er juin 2019, Tottenham et Eriksen s'inclinent en finale de la Ligue des champions contre Liverpool (0-2). Durant la compétition, le Danois se sera distingué par deux buts inscrits en phase de groupe contre l'Inter Milan, ainsi que quatre passes décisives distribuées.
Retenu par les Spurs pendant le mercato estival malgré des rumeurs l'envoyant au Real Madrid, Eriksen réalise une première partie de saison moyenne, ses statistiques étant moins fournies qu'habituellement. Cependant, le 1er septembre 2019, il ouvre le score contre Arsenal (2-2) inscrivant ainsi son 50e but en Premier League. Le 28 décembre contre Norwich City, Eriksen égalise d'un coup franc somptueux (score final 2-2), qui est également son dernier but avec Tottenham.

#### Inter Milan (2020-2021)
Le 28 janvier 2020, Eriksen signe un contrat de quatre ans avec l'Inter Milan pour 20 millions d'euros,. Il récupère le numéro 24 et le club attend de lui de mener le jeu d'attaque intériste. Il fait ses débuts dès le lendemain en entrant en jeu à la place d'Alexis Sánchez en Coupe d'Italie lors d'un succès 2-1 contre la Fiorentina. Eriksen est titulaire face à l'Udinese Calcio pour son premier match de Serie A le 2 février. Eriksen ouvre son compteur but avec l'Inter lors d'un match de Ligue Europa contre le club bulgare PFK Ludogorets Razgrad le 20 février 2020 Peu utilisé par Antonio Conte, et en manque de temps de jeu, il est annoncé sur le départ par Marotta le 23 décembre 2020. Un mois plus tard, le 26 janvier 2021, il offre la qualification à son club en demi-finale de Coupe d’Italie face à l’AC Milan, d’un superbe coup franc. Il est ensuite fréquemment titularisé durant cette deuxième partie de saison. Il est sacré champion d'Italie avec l'Inter lors de la saison 2020-2021. Après son arrêt cardiaque pendant le championnat d'Europe 2020 et l'interdiction de jouer en Italie avec un défibrillateur, l'Inter Milan et Eriksen décident d'un commun accord de résilier le contrat de ce dernier le 17 décembre 2021.

#### Brentford (2022)
Le 31 janvier 2022, Christian Eriksen retourne en Angleterre et signe un contrat de six mois avec Brentford. Le jour de ses 30 ans, il rejoue son premier match amical face à Southend United.
Il dispute son premier match de Premier League le 26 février 2022, en rentrant à la 52e minute contre Newcastle United. 
Eriksen marque son premier et unique but pour Brentford le 2 avril 2022, lors d'une rencontre de Premier League face au Chelsea FC. Il est titularisé et participe à la victoire de son équipe par quatre buts à un,.

#### Manchester United (2022-2025)
Après six mois à Brentford Christian Eriksen arrive libre à Manchester United, signant un contrat de trois ans le 15 juillet 2022, le liant donc au club jusqu'en juin 2025,.
Eriksen joue son premier match sous ses nouvelles couleurs le 7 août 2022, lors de la première journée de la saison 2022-2023 de Premier League face à Brighton & Hove Albion. Il est titularisé mais Manchester s'incline par deux buts à un,. Il inscrit son premier but pour Manchester United le 13 novembre 2022, à l'occasion d'une rencontre de Premier League face au Fulham FC. Titulaire, il ouvre le score et les Mancuniens l'emportent sur le score de deux buts à un,. Alors qu'il s'impose comme un joueur régulier du onze de départ d'Erik ten Hag, Eriksen sort blessé le 28 janvier 2023, lors d'un match de League Cup remporté face à Reading (3-1 score final), et est écarté des terrains pour trois mois, le joueur étant touché à la cheville gauche.

### En sélection nationale

#### Débuts sans résultats

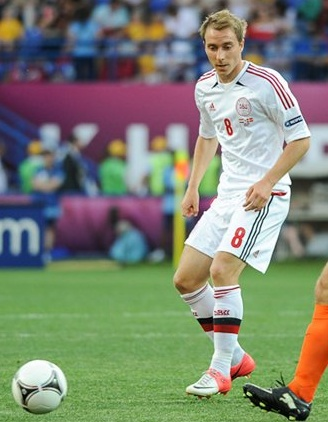
Eriksen avec le Danemark pendant l'Euro 2012

Après des participations avec les équipes des moins de 17, 18 et 19 ans danois, il est sélectionné pour la première fois avec l'équipe nationale du Danemark en 2010. Le 3 mars 2010, il rentre lors du match contre l'Autriche à la 57e minute à la place de son compatriote Daniel Jensen (1-2). Il dispute sa première compétition lors de la Coupe du monde 2010 en Afrique du Sud où les Danois sortiront dès la phase de poules. Il enchaîna lors de l'Euro 2012 où les Vikings sortiront de nouveau en phase de poules.

#### Cadre d'une sélection performante
Le 6 juin 2017, il inscrit le premier but de la rencontre face à la Mannschaft. Le 10 juin 2017, lors des éliminatoires de la coupe du monde 2018, il inscrit le but du 2-0 sur penalty face au Kazakhstan. Le 1er septembre 2017, il marque le but du 4-0 face à la Pologne. Le 4 septembre 2017, il marque le but du 2-1 face à l'Arménie. Le 5 octobre 2017, il inscrit le but du 1-0 face au Monténégro, ce qui sera le score final. Le 8 octobre 2017, il inscrit le premier but du match face à la Roumanie sur penalty. Le Danemark finit deuxième de son groupe juste derrière la Pologne et fait partie des meilleurs deuxièmes pour accéder au barrage face à l'Irlande. Le match aller se traduit d'un 0-0 tandis qu'au match retour les Danois s'imposèrent 5-1 avec un triplé du meneur de jeu danois. Christian Eriksen finit meilleur buteur danois des qualifications de la coupe du monde 2018. Ces onze buts lors des qualifications font de lui le troisième meilleur buteur de la zone Europe, à égalité avec le Belge Romelu Lukaku. Seuls Cristiano Ronaldo (15 buts) et Robert Lewandowski (16 buts) font mieux que lui. Ce qui lui vaut les éloges de son sélectionneur Åge Hareide, qui déclare qu'Eriksen fait partie des dix meilleurs joueurs du monde à l'heure actuelle. Eriksen disputera la Coupe du monde 2018. Les Danois sortiront en huitièmes de finales contre la Croatie futur finaliste de la compétition. Il en profite pour inscrire son premier but dans une phase finale lors du deuxième match de poules face à l'Australie.

#### Arrêt cardiaque
Le 12 juin 2021, lors d'un match de l'Euro 2020 opposant le Danemark à la Finlande en phase de groupes, Christian Eriksen est victime d'un arrêt cardiaque vers la 42e minute. Après une dizaine de minutes sur le terrain où les équipes de secours procèdent à des massages cardiaques et utilisent un défibrillateur, il est évacué vers un hôpital de Copenhague dans un état stable pour y subir une série d'examens. Le 17 juin 2021, il est annoncé qu'un défibrillateur automatique lui a été implanté,. Après la réussite de cette opération de la veille, il est autorisé à quitter l'hôpital le 18 juin.

#### Retour après son arrêt cardiaque
Il retrouve la sélection en mars 2022, neuf mois après son arrêt cardiaque de juin 2021, soit 285 jours,. Il fait son retour en entrant en jeu à la mi-temps à la place de Jesper Lindstrøm lors d'un match amical contre les Pays-Bas, le 26 mars 2022. Il se met en évidence en marquant un but dès son premier ballon du match, en reprenant d'une frappe du droit un centre en retrait d'Andreas Skov Olsen. Ce but permet aux siens de réduire le score (3-2) mais les Danois s'inclinent finalement par quatre buts à deux,. Il est par ailleurs élu homme du match à l'issue de la rencontre. Son but lui permet également de monter à la sixième place des meilleurs buteurs de l'histoire de la sélection danoise avec un total de 37 réalisations, égalant ainsi Michael Laudrup.
Le 7 novembre 2022, il est sélectionné par Kasper Hjulmand pour participer à la Coupe du monde 2022.
Le 17 octobre 2023, Christian Eriksen est titulaire lors de la victoire du Danemark face à Saint-Marin (1-2 score final). Cette apparition est sa 126e sélection sous le maillot danois. Il égale ainsi Dennis Rommedahl pour sa placer à la troisième place des joueurs comptant le plus de sélections avec le Danemark.
Le 30 mai 2024, Eriksen figure dans la liste des 26 joueurs danois retenus par Kasper Hjulmand pour participer à l'Euro 2024,.
Titulaire lors du premier match de poules face à la Slovénie, il ouvre le score à la 17e minute sur une déviation de Jonas Wind mais ne peut empêcher le match nul à la fin de la rencontre (1-1 score final). De nouveau titularisé lors du deuxième match, le 20 juin contre l'Angleterre (1-1 score final), Eriksen fête ce jour-là sa 132e sélection avec le Danemark, égalant Simon Kjær pour le record du joueur le plus capé. Le milieu offensif débute également le troisième match de groupe de la compétition, face à la Serbie le 25 juin, qui voit les deux équipes se neutraliser sans marquer le moindre but (0-0). Avec trois points en trois matchs le Danemark termine tout de même deuxième de son groupe, devant la Slovénie, ayant obtenu moins de cartons que son concurrent, et se qualifie donc directement pour les huitièmes de finale. Avec cette apparition contre la Serbie qui l'amène à 133 matchs joués pour sa nation, Eriksen détient ainsi seul le record de sélections pour le Danemark. Eriksen se distingue durant ces trois premiers matchs, étant le joueur ayant créé le plus d'occasions de but durant la phase de groupe de la compétition.

## Statistiques

### En club
| Saison                | Club                  | Championnat           | Championnat | Championnat | Championnat | Coupe nationale | Coupe nationale | Coupe nationale | Coupe de la Ligue | Coupe de la Ligue | Coupe de la Ligue | Supercoupe | Supercoupe | Supercoupe | Compétition(s) continentale(s) | Compétition(s) continentale(s) | Compétition(s) continentale(s) | Compétition(s) continentale(s) | Total | Total | Total |
| Saison                | Club                  | Division              | M.          | B.          | P.d.        | M.              | B.              | P.d.            | M.                | B.                | P.d.              | M.         | B.         | P.d.       | Comp.                          | M.                             | B.                             | P.d.                           | M.    | B.    | P.d.  |
| 2009-2010             | Ajax Amsterdam        | Eredivisie            | 15          | 0           | 2           | 4               | 1               | 0               | -                 | -                 | -                 | -          | -          | -          | C3                             | 2                              | 0                              | 0                              | 21    | 1     | 2     |
| 2010-2011             | Ajax Amsterdam        | Eredivisie            | 28          | 6           | 11          | 6               | 1               | 2               | -                 | -                 | -                 | 1          | 0          | 0          | C1+C3                          | 8+4                            | 0+1                            | 0+2                            | 47    | 8     | 15    |
| 2011-2012             | Ajax Amsterdam        | Eredivisie            | 33          | 7           | 15          | 2               | 0               | 1               | -                 | -                 | -                 | 1          | 0          | 0          | C1+C3                          | 6+2                            | 1+0                            | 2+0                            | 44    | 8     | 18    |
| 2012-2013             | Ajax Amsterdam        | Eredivisie            | 33          | 10          | 14          | 5               | 2               | 1               | -                 | -                 | -                 | -          | -          | -          | C1                             | 6+2                            | 1+0                            | 4+1                            | 46    | 13    | 20    |
| 2013-2014             | Ajax Amsterdam        | Eredivisie            | 4           | 2           | 3           | 0               | 0               | 0               | -                 | -                 | -                 | 1          | 0          | 1          | C1                             | -                              | -                              | -                              | 5     | 2     | 4     |
| Sous-total            | Sous-total            | Sous-total            | 113         | 25          | 45          | 16              | 4               | 4               | -                 | -                 | -                 | 3          | 0          | 1          | -                              | 30                             | 3                              | 9                              | 162   | 32    | 59    |
| 2013-2014             | Tottenham Hotspur     | Premier League        | 25          | 7           | 8           | 1               | 0               | 0               | 1                 | 0                 | 0                 | -          | -          | -          | C3                             | 9                              | 3                              | 3                              | 36    | 10    | 11    |
| 2014-2015             | Tottenham Hotspur     | Premier League        | 38          | 10          | 6           | 2               | 0               | 0               | 4                 | 2                 | 3                 | -          | -          | -          | C3                             | 4                              | 0                              | 0                              | 48    | 12    | 9     |
| 2015-2016             | Tottenham Hotspur     | Premier League        | 35          | 6           | 13          | 4               | 1               | 0               | 1                 | 0                 | 0                 | -          | -          | -          | C3                             | 7                              | 1                              | 2                              | 47    | 8     | 15    |
| 2016-2017             | Tottenham Hotspur     | Premier League        | 36          | 8           | 15          | 3               | 1               | 6               | 1                 | 2                 | 0                 | -          | -          | -          | C1+C3                          | 6+2                            | 0+1                            | 1+1                            | 48    | 12    | 23    |
| 2017-2018             | Tottenham Hotspur     | Premier League        | 37          | 10          | 10          | 3               | 2               | 1               | 1                 | 0                 | 0                 | -          | -          | -          | C1                             | 6                              | 2                              | 1                              | 47    | 14    | 12    |
| 2018-2019             | Tottenham Hotspur     | Premier League        | 35          | 8           | 12          | 0               | 0               | 0               | 4                 | 0                 | 1                 | -          | -          | -          | C1                             | 11                             | 2                              | 4                              | 50    | 10    | 17    |
| 2019-2020             | Tottenham Hotspur     | Premier League        | 20          | 2           | 2           | 2               | 0               | 0               | 1                 | 0                 | 1                 | -          | -          | -          | C1                             | 5                              | 1                              | 1                              | 28    | 3     | 4     |
| Sous-total            | Sous-total            | Sous-total            | 226         | 51          | 62          | 15              | 4               | 7               | 13                | 4                 | 5                 | -          | -          | -          | -                              | 48                             | 10                             | 10                             | 302   | 69    | 84    |
| 2019-2020             | Inter Milan           | Serie A               | 17          | 1           | 2           | 3               | 1               | 0               | -                 | -                 | -                 | -          | -          | -          | C3                             | 6                              | 2                              | 1                              | 26    | 4     | 3     |
| 2020-2021             | Inter Milan           | Serie A               | 26          | 3           | 0           | 4               | 1               | 0               | -                 | -                 | -                 | -          | -          | -          | C1                             | 4                              | 0                              | 0                              | 34    | 4     | 0     |
| Sous-total            | Sous-total            | Sous-total            | 44          | 4           | 2           | 7               | 2               | 0               | -                 | -                 | -                 | -          | -          | -          | -                              | 10                             | 2                              | 1                              | 61    | 8     | 3     |
| 2021-2022             | Brentford FC          | Premier League        | 11          | 1           | 4           | 0               | 0               | 0               | 0                 | 0                 | 0                 | -          | -          | -          | -                              | -                              | -                              | -                              | 11    | 1     | 4     |
| 2022-2023             | Manchester United     | Premier League        | 28          | 1           | 8           | 4               | 0               | 0               | 4                 | 1                 | 0                 | -          | -          | -          | C3                             | 8                              | 0                              | 2                              | 44    | 2     | 10    |
| 2023-2024             | Manchester United     | Premier League        | 22          | 1           | 2           | 2               | 0               | 0               | 0                 | 0                 | 0                 | -          | -          | -          | C1                             | 4                              | 0                              | 1                              | 28    | 1     | 3     |
| 2024-2025             | Manchester United     | Premier League        | 23          | 1           | 2           | 2               | 0               | 0               | 1                 | 2                 | 1                 | 0          | 0          | 0          | C3                             | 9                              | 2                              | 2                              | 35    | 5     | 5     |
| Sous-total            | Sous-total            | Sous-total            | 73          | 3           | 12          | 8               | 0               | 0               | 5                 | 3                 | 1                 | 0          | 0          | 0          | -                              | 21                             | 2                              | 5                              | 107   | 8     | 18    |
| Total sur la carrière | Total sur la carrière | Total sur la carrière | 466         | 84          | 124         | 46              | 10              | 11              | 18                | 7                 | 6                 | 3          | 0          | 1          | -                              | 108                            | 17                             | 25                             | 641   | 118   | 167   |

### En sélection
| Années                | Sélection             | Phases finales              | Phases finales | Phases finales | Phases finales | Éliminatoires | Éliminatoires | Éliminatoires | Éliminatoires | Amicaux | Amicaux | Amicaux | Autres compétitions | Autres compétitions | Autres compétitions | Autres compétitions | Total | Total | Total |
| Années                | Sélection             | Comp.                       | M.             | B.             | P.d.           | Comp.         | M.            | B.            | P.d.          | M.      | B.      | P.d.    | Comp.               | M.                  | B.                  | P.d.                | M.    | B.    | P.d.  |
| --------------------- | --------------------- | --------------------------- | -------------- | -------------- | -------------- | ------------- | ------------- | ------------- | ------------- | ------- | ------- | ------- | ------------------- | ------------------- | ------------------- | ------------------- | ----- | ----- | ----- |
| 2010                  | Danemark              | Coupe du monde 2010         | 2              | 0              | 0              | Euro 2012     | 3             | 0             | 1             | 5       | 0       | 0       | -                   | -                   | -                   | -                   | 10    | 0     | 1     |
| 2011                  | Danemark              | -                           | -              | -              | -              | Euro 2012     | 5             | 1             | 3             | 5       | 1       | 2       | -                   | -                   | -                   | -                   | 10    | 2     | 5     |
| 2012                  | Danemark              | Euro 2012                   | 3              | 0              | 0              | CdM 2014      | 3             | 0             | 0             | 5       | 0       | 0       | -                   | -                   | -                   | -                   | 11    | 0     | 0     |
| 2013                  | Danemark              | -                           | -              | -              | -              | CdM 2014      | 7             | 0             | 2             | 4       | 2       | 1       | -                   | -                   | -                   | -                   | 11    | 2     | 3     |
| 2014                  | Danemark              | Coupe du monde 2014         | -              | -              | -              | Euro 2016     | 4             | 0             | 1             | 3       | 1       | 0       | -                   | -                   | -                   | -                   | 7     | 1     | 1     |
| 2015                  | Danemark              | -                           | -              | -              | -              | Euro 2016     | 4             | 0             | 1             | 4       | 1       | 1       | -                   | -                   | -                   | -                   | 8     | 1     | 2     |
| 2016                  | Danemark              | Euro 2016                   | -              | -              | -              | Euro 2016     | 4             | 3             | 0             | 5       | 3       | 2       | -                   | -                   | -                   | -                   | 9     | 6     | 2     |
| 2017                  | Danemark              | -                           | -              | -              | -              | CdM 2018      | 8             | 8             | 4             | 1       | 1       | 0       | -                   | -                   | -                   | -                   | 9     | 9     | 4     |
| 2018                  | Danemark              | Coupe du monde 2018         | 4              | 1              | 1              | -             | -             | -             | -             | 3       | 1       | 1       | LdN                 | 3                   | 2                   | 0                   | 10    | 4     | 2     |
| 2019                  | Danemark              | -                           | -              | -              | -              | Euro 2020     | 8             | 5             | 4             | 2       | 1       | 0       | -                   | -                   | -                   | -                   | 10    | 6     | 4     |
| 2020                  | Danemark              | -                           | -              | -              | -              | -             | -             | -             | -             | 2       | 1       | 0       | LdN                 | 6                   | 4                   | 0                   | 8     | 5     | 0     |
| 2021                  | Danemark              | Euro 2020                   | 1              | 0              | 0              | CdM 2022      | 3             | 0             | 0             | 2       | 0       | 1       | -                   | -                   | -                   | -                   | 6     | 0     | 1     |
| 2022                  | Danemark              | Coupe du monde 2022         | 3              | 0              | 0              | -             | -             | -             | -             | 2       | 2       | 0       | LdN                 | 6                   | 1                   | 1                   | 11    | 3     | 1     |
| 2023                  | Danemark              | -                           | -              | -              | -              | Euro 2024     | 6             | 1             | 3             | -       | -       | -       | -                   | -                   | -                   | -                   | 6     | 1     | 3     |
| 2024                  | Danemark              | Euro 2024                   | 4              | 1              | 0              | -             | -             | -             | -             | 4       | 1       | 2       | LdN                 | 6                   | 1                   | 1                   | 14    | 3     | 3     |
| 2025                  | Danemark              | Ligue des nations 2024-2025 | 2              | 1              | 1              | -             | -             | -             | -             | 2       | 2       | 1       | -                   | -                   | -                   | -                   | 4     | 3     | 2     |
| Total sur la carrière | Total sur la carrière | Total sur la carrière       | 19             | 3              | 2              | -             | 55            | 18            | 19            | 49      | 17      | 11      | -                   | 21                  | 8                   | 2                   | 144   | 46    | 34    |

### Buts internationaux
|    | Date               | Lieu                                | Adversaire           | Score | Résultats | Compétitions                                   |
| -- | ------------------ | ----------------------------------- | -------------------- | ----- | --------- | ---------------------------------------------- |
| 1  | 4 juin 2011        | Laugardalsvöllur, Reykjavik         | Islande              | 0-2   | 0-2       | Éliminatoires de l'Euro 2012                   |
| 2  | 10 août 2011       | Hampden Park, Glasgow               | Écosse               | 1-1   | 2-1       | Match amical                                   |
| 3  | 5 juin 2013        | Aalborg Stadion, Aalborg            | Géorgie              | 2-1   | 2-1       | Match amical                                   |
| 4  | 14 août 2013       | Stadion Energa Gdansk, Gdansk       | Pologne              | 1-1   | 3-2       | Match amical                                   |
| 5  | 22 mai 2014        | Nagyerdei Stadion, Debrecen         | Hongrie              | 1-1   | 2-2       | Match amical                                   |
| 6  | 8 juin 2015        | Viborg Stadion, Viborg              | Monténégro           | 1-1   | 2-1       | Match amical                                   |
| 7  | 7 juin 2016        | Suita City Football Stadium, Suita  | Bulgarie             | 0-2   | 0-4       | Match amical                                   |
| 8  | 7 juin 2016        | Suita City Football Stadium, Suita  | Bulgarie             | 0-3   | 0-4       | Match amical                                   |
| 9  | 7 juin 2016        | Suita City Football Stadium, Suita  | Bulgarie             | 0-4   | 0-4       | Match amical                                   |
| 10 | 4 septembre 2016   | Parken Stadium, Copenhague          | Arménie              | 1-0   | 1-0       | Éliminatoires de la Coupe du monde 2018        |
| 11 | 11 novembre 2016   | Parken Stadium, Copenhague          | Kazakhstan           | 2-1   | 4-1       | Éliminatoires de la Coupe du monde 2018        |
| 12 | 11 novembre 2016   | Parken Stadium, Copenhague          | Kazakhstan           | 4-1   | 4-1       | Éliminatoires de la Coupe du monde 2018        |
| 13 | 6 juin 2017        | Brøndby Stadion, Brøndby            | Allemagne            | 1-0   | 1-1       | Match amical                                   |
| 14 | 10 juin 2017       | Central Stadium, Almaty             | Kazakhstan           | 0-2   | 1-3       | Éliminatoires de la Coupe du monde 2018        |
| 15 | 1er septembre 2017 | Parken Stadium, Copenhague          | Pologne              | 4-0   | 4-0       | Éliminatoires de la Coupe du monde 2018        |
| 16 | 4 septembre 2017   | Stade Hrazdan, Erevan               | Arménie              | 1-2   | 1-4       | Éliminatoires de la Coupe du monde 2018        |
| 17 | 5 octobre 2017     | Podgorica City Stadium, Podgorica   | Monténégro           | 0-1   | 0-1       | Éliminatoires de la Coupe du monde 2018        |
| 18 | 8 octobre 2017     | Parken Stadium, Copenhague          | Roumanie             | 1-0   | 1-1       | Éliminatoires de la Coupe du monde 2018        |
| 19 | 14 novembre 2017   | Aviva Stadium, Dublin               | République d'Irlande | 1-2   | 1-5       | Barrage éliminatoire de la Coupe du monde 2018 |
| 20 | 14 novembre 2017   | Aviva Stadium, Dublin               | République d'Irlande | 1-3   | 1-5       | Barrage éliminatoire de la Coupe du monde 2018 |
| 21 | 14 novembre 2017   | Aviva Stadium, Dublin               | République d'Irlande | 1-4   | 1-5       | Barrage éliminatoire de la Coupe du monde 2018 |
| 22 | 9 juin 2018        | Brøndby Stadion, Brøndby            | Mexique              | 2-0   | 2-0       | Match amical                                   |
| 23 | 21 juin 2018       | Samara Arena, Samara                | Australie            | 1-0   | 1-1       | Coupe du monde 2018                            |
| 24 | 9 septembre 2018   | Ceres Park, Aarhus                  | Pays de Galles       | 1-0   | 2-0       | Ligue des nations 2018-2019                    |
| 25 | 9 septembre 2018   | Ceres Park, Aarhus                  | Pays de Galles       | 2-0   | 2-0       | Ligue des nations 2018-2019                    |
| 26 | 21 mars 2019       | Stade de Fadil Vokrri, Pristina     | Kosovo               | 1-1   | 2-2       | Match amical                                   |
| 27 | 10 juin 2019       | Parken Stadium, Copenhague          | Géorgie              | 2-1   | 5-1       | Éliminatoires de l'Euro 2020                   |
| 28 | 5 septembre 2019   | Victoria Stadium, Gibraltar         | Gibraltar            | 0-2   | 0-6       | Éliminatoires de l'Euro 2020                   |
| 29 | 5 septembre 2019   | Victoria Stadium, Gibraltar         | Gibraltar            | 0-3   | 0-6       | Éliminatoires de l'Euro 2020                   |
| 30 | 15 novembre 2019   | Parken Stadium, Copenhague          | Gibraltar            | 5-0   | 6-0       | Éliminatoires de l'Euro 2020                   |
| 31 | 15 novembre 2019   | Parken Stadium, Copenhague          | Gibraltar            | 6-0   | 6-0       | Éliminatoires de l'Euro 2020                   |
| 32 | 7 octobre 2020     | MCH Arena, Herning                  | Îles Féroé           | 2-0   | 4-0       | Match amical                                   |
| 33 | 11 octobre 2020    | Laugardalsvöllur, Reykjavik         | Islande              | 0-2   | 0-3       | Ligue des nations 2020-2021                    |
| 34 | 14 octobre 2020    | Stade de Wembley, Londres           | Angleterre           | 0-1   | 0-1       | Ligue des nations 2020-2021                    |
| 35 | 15 novembre 2020   | Parken Stadium, Copenhague          | Islande              | 1-0   | 2-1       | Ligue des nations 2020-2021                    |
| 36 | 15 novembre 2020   | Parken Stadium, Copenhague          | Islande              | 2-1   | 2-1       | Ligue des nations 2020-2021                    |
| 37 | 26 mars 2022       | Johan Cruyff Arena, Amsterdam       | Pays-Bas             | 3-2   | 4-2       | Match amical                                   |
| 38 | 29 mars 2022       | Parken Stadium, Copenhague          | Serbie               | 3-0   | 3-0       | Match amical                                   |
| 39 | 22 septembre 2022  | Stade Maksimir, Zagreb              | Croatie              | 1-1   | 2-1       | Ligue des nations 2022-2023                    |
| 40 | 7 septembre 2023   | Parken Stadium, Copenhague          | Saint-Marin          | 4-0   | 4-0       | Éliminatoires de l'Euro 2024                   |
| 41 | 5 juin 2024        | Parken Stadium, Copenhague          | Suède                | 2-1   | 2-1       | Match amical                                   |
| 42 | 16 juin 2024       | Stuttgart Arena, Stuttgart          | Slovénie             | 1-0   | 1-1       | Euro 2024                                      |
| 43 | 15 octobre 2024    | Kybunpark, Saint-Gall               | Suisse               | 2-2   | 2-2       | Ligue des nations 2024-2024                    |
| 44 | 23 mars 2025       | Estádio José Alvalade XXI, Lisbonne | Portugal             | 2-2   | 5-2       | Ligue des nations 2024-2024                    |
| 45 | 7 juin 2025        | Parken Stadium, Copenhague          | Irlande du Nord      | 2-1   | 2-1       | Match amical                                   |
| 46 | 10 juin 2025       | Odense Stadium, Odense              | Lituanie             | 2-0   | 5-0       | Match amical                                   |

### Liste des matchs internationaux
| Matchs internationaux de Christian Eriksen | Matchs internationaux de Christian Eriksen | Matchs internationaux de Christian Eriksen | Matchs internationaux de Christian Eriksen | Matchs internationaux de Christian Eriksen | Matchs internationaux de Christian Eriksen | Matchs internationaux de Christian Eriksen |
|                                            | Date                                       | Lieu                                       | Adversaire                                 | Résultat                                   | Compétition                                | Notes                                      |
| ------------------------------------------ | ------------------------------------------ | ------------------------------------------ | ------------------------------------------ | ------------------------------------------ | ------------------------------------------ | ------------------------------------------ |
| 1.                                         | 3 mars 2010                                | Stade Ernst-Happel, Vienne                 | Autriche                                   | 2 - 1                                      | Match amical                               | 57e à la place de Daniel Jensen.           |
| 2.                                         | 27 mai 2010                                | Aalborg Stadion, Aalborg                   | Sénégal                                    | 2 - 0                                      | Match amical                               | 73e à la place de Dennis Rommedahl.        |
| 3.                                         | 1er juin 2010                              | Ruimsig Stadium, Roodepoort                | Australie                                  | 1 - 0                                      | Match amical                               | Titulaire, 45e par Dennis Rommedahl.       |
| 4.                                         | 14 juin 2010                               | FNB Stadium, Johannesbourg                 | Pays-Bas                                   | 2 - 0                                      | Coupe du monde 2010                        | 73e à la place de Thomas Kahlenberg.       |
| 5.                                         | 24 juin 2010                               | Stade Royal Bafokeng, Rustenburg           | Japon                                      | 1 - 3                                      | Coupe du monde 2010                        | 63e à la place de Thomas Kahlenberg.       |
| 6.                                         | 11 août 2010                               | Parken Stadium, Copenhague                 | Allemagne                                  | 2 - 2                                      | Match amical                               | Titulaire.                                 |
| 7.                                         | 7 septembre 2010                           | Parken Stadium, Copenhague                 | Islande                                    | 1 - 0                                      | Éliminatoires Euro 2012                    | Titulaire, 56e par Mads Junker.            |
| 8.                                         | 8 octobre 2010                             | Estádio do Dragão, Porto                   | Portugal                                   | 3 - 1                                      | Éliminatoires Euro 2012                    | 58e à la place de Daniel Jensen.           |
| 9.                                         | 12 octobre 2010                            | Parken Stadium, Copenhague                 | Chypre                                     | 2 - 0                                      | Éliminatoires Euro 2012                    | 65e à la place de Michael Krohn-Dehli.     |
| 10.                                        | 17 novembre 2010                           | Ceres Park, Aarhus                         | Tchéquie                                   | 0 - 0                                      | Match amical                               | 76e à la place de Dennis Rommedahl.        |
| 11.                                        | 9 février 2011                             | Parken Stadium, Copenhague                 | Angleterre                                 | 1 - 2                                      | Match amical                               | Titulaire.                                 |
| 12.                                        | 26 mars 2011                               | Ullevaal Stadion, Oslo                     | Norvège                                    | 1 - 1                                      | Éliminatoires Euro 2012                    | Titulaire.                                 |
| 13.                                        | 29 mars 2011                               | Stade Antona Malatinského, Trnava          | Slovaquie                                  | 1 - 2                                      | Match amical                               | 61e à la place de Lasse Schöne.            |
| 14.                                        | 4 juin 2011                                | Laugardalsvöllur, Reykjavik                | Islande                                    | 0 - 2                                      | Éliminatoires Euro 2012                    | Titulaire.                                 |
| 15.                                        | 10 août 2011                               | Hampden Park, Glasgow                      | Écosse                                     | 2 - 1                                      | Match amical                               | Titulaire.                                 |
| 16.                                        | 6 septembre 2011                           | Parken Stadium, Copenhague                 | Norvège                                    | 2 - 0                                      | Éliminatoires Euro 2012                    | Titulaire.                                 |
| 17.                                        | 7 octobre 2011                             | GSP Stadium, Stróvolos                     | Chypre                                     | 1 - 4                                      | Éliminatoires Euro 2012                    | Titulaire.                                 |
| 18.                                        | 11 octobre 2011                            | Parken Stadium, Copenhague                 | Portugal                                   | 2 - 1                                      | Éliminatoires Euro 2012                    | Titulaire.                                 |
| 19.                                        | 11 novembre 2011                           | Parken Stadium, Copenhague                 | Suède                                      | 2 - 0                                      | Match amical                               | Titulaire, 57e par Lasse Schöne.           |
| 20.                                        | 15 novembre 2011                           | Blue Water Arena, Esbjerg                  | Finlande                                   | 2 - 1                                      | Match amical                               | 70e à la place de Lasse Schöne.            |
| 21.                                        | 29 février 2012                            | Parken Stadium, Copenhague                 | Russie                                     | 0 - 2                                      | Match amical                               | Titulaire, 67e par Jakob Poulsen.          |
| 22.                                        | 26 mai 2012                                | Volksparkstadion, Hambourg                 | Brésil                                     | 1 - 3                                      | Match amical                               | Titulaire, 62e par Dennis Rommedahl.       |
| 23.                                        | 2 juin 2012                                | Parken Stadium, Copenhague                 | Australie                                  | 2 - 0                                      | Match amical                               | Titulaire, 45e par Thomas Kahlenberg.      |
| 24.                                        | 9 juin 2012                                | Stade Metalist, Kharkiv                    | Pays-Bas                                   | 0 - 1                                      | Euro 2012                                  | Titulaire, 74e par Lasse Schöne.           |
| 25.                                        | 13 juin 2012                               | Arena Lviv, Lviv                           | Portugal                                   | 2 - 3                                      | Euro 2012                                  | Titulaire.                                 |
| 26.                                        | 17 juin 2012                               | Arena Lviv, Lviv                           | Allemagne                                  | 1 - 2                                      | Euro 2012                                  | Titulaire.                                 |
| 27.                                        | 15 août 2012                               | Parken Stadium, Copenhague                 | Slovaquie                                  | 1 - 3 (a.p.)                               | Match amical                               | Titulaire, 45e par Lasse Schöne.           |
| 28.                                        | 8 septembre 2012                           | Parken Stadium, Copenhague                 | Tchéquie                                   | 0 - 0                                      | Éliminatoires Coupe du monde 2014          | Titulaire.                                 |
| 29.                                        | 12 octobre 2012                            | Stade national Vassil-Levski, Sofia        | Bulgarie                                   | 1 - 1                                      | Éliminatoires Coupe du monde 2014          | Titulaire.                                 |
| 30.                                        | 16 octobre 2012                            | Stade San Siro, Milan                      | Italie                                     | 3 - 1                                      | Éliminatoires Coupe du monde 2014          | Titulaire.                                 |
| 31.                                        | 14 novembre 2012                           | Complexe sportif Ali-Sami-Yen, Istanbul    | Turquie                                    | 1 - 1                                      | Match amical                               | Titulaire.                                 |
| 32.                                        | 6 février 2013                             | Toše Proeski Arena, Skopje                 | Macédoine du Nord                          | 3 - 0                                      | Match amical                               | Titulaire, 53e par Nicklas Pedersen.       |
| 33.                                        | 22 mars 2013                               | Stade Andrův, Olomouc                      | Tchéquie                                   | 0 - 3                                      | Éliminatoires Coupe du monde 2014          | Titulaire.                                 |
| 34.                                        | 26 mars 2013                               | Parken Stadium, Copenhague                 | Bulgarie                                   | 1 - 1                                      | Éliminatoires Coupe du monde 2014          | Titulaire.                                 |
| 35.                                        | 5 juin 2013                                | Energi Nord Arena, Aalborg                 | Géorgie                                    | 2 - 1                                      | Match amical                               | Titulaire.                                 |
| 36.                                        | 11 juin 2013                               | Parken Stadium, Copenhague                 | Arménie                                    | 0 - 4                                      | Éliminatoires Coupe du monde 2014          | Titulaire.                                 |
| 37.                                        | 14 août 2013                               | Stade Energa, Gdańsk                       | Pologne                                    | 3 - 2                                      | Match amical                               | Titulaire.                                 |
| 38.                                        | 6 septembre 2013                           | Ta' Qali Stadium, Ħ'Attard                 | Malte                                      | 1 - 2                                      | Éliminatoires Coupe du monde 2014          | Titulaire.                                 |
| 39.                                        | 10 septembre 2013                          | Stade Hrazdan, Erevan                      | Arménie                                    | 0 - 1                                      | Éliminatoires Coupe du monde 2014          | Titulaire.                                 |
| 40.                                        | 11 octobre 2013                            | Parken Stadium, Copenhague                 | Italie                                     | 2 - 2                                      | Éliminatoires Coupe du monde 2014          | Titulaire.                                 |
| 41.                                        | 15 octobre 2013                            | Parken Stadium, Copenhague                 | Malte                                      | 6 - 0                                      | Éliminatoires Coupe du monde 2014          | Titulaire, 53e par Kasper Kusk.            |
| 42.                                        | 15 novembre 2013                           | MCH Arena, Herning                         | Norvège                                    | 2 - 1                                      | Match amical                               | Titulaire, 41e par Nicolai Jørgensen.      |
| 43.                                        | 22 mai 2014                                | Nagyerdei Stadion, Debrecen                | Hongrie                                    | 3 - 3                                      | Match amical                               | Titulaire.                                 |
| 44.                                        | 28 mai 2014                                | Parken Stadium, Copenhague                 | Suède                                      | 1 - 0                                      | Match amical                               | Titulaire.                                 |
| 45.                                        | 3 septembre 2014                           | Nature Energy Park, Odense                 | Turquie                                    | 1 - 2                                      | Match amical                               | Titulaire, 45e par Kasper Kusk.            |
| 46.                                        | 7 septembre 2014                           | Parken Stadium, Copenhague                 | Arménie                                    | 2 - 1                                      | Éliminatoires Euro 2016                    | Titulaire.                                 |
| 47.                                        | 11 octobre 2014                            | Elbasan Arena, Elbasan                     | Albanie                                    | 1 - 1                                      | Éliminatoires Euro 2016                    | Titulaire.                                 |
| 48.                                        | 14 octobre 2014                            | Parken Stadium, Copenhague                 | Portugal                                   | 0 - 1                                      | Éliminatoires Euro 2016                    | Titulaire, 84e par Thomas Kahlenberg.      |
| 49.                                        | 14 novembre 2014                           | Stade du Partizan, Belgrade                | Serbie                                     | 1 - 3                                      | Éliminatoires Euro 2016                    | Titulaire.                                 |
| 50.                                        | 25 mars 2015                               | Ceres Park, Aarhus                         | États-Unis                                 | 3 - 2                                      | Match amical                               | Titulaire.                                 |
| 51.                                        | 29 mars 2015                               | Stade de France, Paris                     | France                                     | 2 - 0                                      | Match amical                               | Titulaire 83e par Lasse Schöne.            |
| 52.                                        | 8 juin 2015                                | Viborg Stadium, Viborg                     | Monténégro                                 | 2 - 1                                      | Match amical                               | Titulaire, 81e par Lucas Andersen.         |
| 53.                                        | 13 juin 2015                               | Parken Stadium, Copenhague                 | Serbie                                     | 2 - 0                                      | Éliminatoires Euro 2016                    | Titulaire.                                 |
| 54.                                        | 8 octobre 2015                             | Stade municipal de Braga, Braga            | Portugal                                   | 1 - 0                                      | Éliminatoires Euro 2016                    | Titulaire, 82e par Yussuf Poulsen.         |
| 55.                                        | 11 octobre 2015                            | Parken Stadium, Copenhague                 | France                                     | 1 - 2                                      | Match amical                               | Titulaire, 61e par Yussuf Poulsen.         |
| 56.                                        | 14 novembre 2015                           | Friends Arena, Solna                       | Suède                                      | 2 - 1                                      | Éliminatoires Euro 2016                    | Titulaire.                                 |
| 57.                                        | 17 novembre 2015                           | Parken Stadium, Copenhague                 | Suède                                      | 2 - 2                                      | Éliminatoires Euro 2016                    | Titulaire.                                 |
| 58.                                        | 24 mars 2016                               | MCH Arena, Herning                         | Islande                                    | 2 - 1                                      | Match amical                               | Titulaire 62e par Lasse Schöne.            |
| 59.                                        | 29 mars 2016                               | Hampden Park, Glasgow                      | Écosse                                     | 1 - 0                                      | Match amical                               | Titulaire 81e par Lasse Schöne.            |
| 60.                                        | 3 juin 2016                                | Stade Toyota, Toyota                       | Bosnie-Herzégovine                         | 2 - 2 4-3 t.a.b                            | Coupe Kirin 2016                           | Titulaire.                                 |
| 61.                                        | 7 juin 2016                                | Stade de football de Suita, Suita          | Bulgarie                                   | 0 - 4                                      | Coupe Kirin 2016                           | Titulaire 86e par Lasse Schöne.            |
| 62.                                        | 31 août 2016                               | CASA Arena Horsens, Horsens                | Liechtenstein                              | 5 - 0                                      | Match amical                               | Titulaire.                                 |
| 63.                                        | 4 septembre 2016                           | Parken Stadium, Copenhague                 | Arménie                                    | 1 - 0                                      | Éliminatoires de la Coupe du monde 2018    | Titulaire.                                 |
| 64.                                        | 8 octobre 2016                             | Stade national de Varsovie, Varsovie       | Pologne                                    | 3 - 2                                      | Éliminatoires de la Coupe du monde 2018    | Titulaire.                                 |
| 65.                                        | 11 octobre 2016                            | Parken Stadium, Copenhague                 | Monténégro                                 | 0 - 1                                      | Éliminatoires de la Coupe du monde 2018    | Titulaire.                                 |
| 66.                                        | 11 novembre 2016                           | Parken Stadium, Copenhague                 | Kazakhstan                                 | 4 - 1                                      | Éliminatoires de la Coupe du monde 2018    | Titulaire.                                 |
| 67.                                        | 26 mars 2017                               | Cluj Arena, Cluj-Napoca                    | Roumanie                                   | 0 - 0                                      | Éliminatoires de la Coupe du monde 2018    | Titulaire.                                 |
| 68.                                        | 6 juin 2017                                | Brøndby Stadion, Brøndby                   | Allemagne                                  | 1 - 1                                      | Match amical                               | Titulaire, 65e par Lukas Lerager.          |
| 69.                                        | 10 juin 2017                               | Stade central, Almaty                      | Kazakhstan                                 | 1 - 3                                      | Éliminatoires de la Coupe du monde 2018    | Titulaire.                                 |
| 70.                                        | 1er septembre 2017                         | Parken Stadium, Copenhague                 | Pologne                                    | 4 - 0                                      | Éliminatoires de la Coupe du monde 2018    | Titulaire.                                 |
| 71.                                        | 4 septembre 2017                           | Stade Républicain Vazgen-Sargsian, Erevan  | Arménie                                    | 1 - 4                                      | Éliminatoires de la Coupe du monde 2018    | Titulaire.                                 |
| 72.                                        | 5 octobre 2017                             | Podgorica City Stadium, Podgorica          | Monténégro                                 | 0 - 1                                      | Éliminatoires de la Coupe du monde 2018    | Titulaire.                                 |
| 73.                                        | 8 octobre 2017                             | Parken Stadium, Copenhague                 | Roumanie                                   | 1 - 1                                      | Éliminatoires de la Coupe du monde 2018    | Titulaire.                                 |
| 74.                                        | 11 novembre 2017                           | Parken Stadium, Copenhague                 | République d'Irlande                       | 0 - 0                                      | Éliminatoires de la Coupe du monde 2018    | Titulaire.                                 |
| 75.                                        | 14 novembre 2017                           | Aviva Stadium, Dublin                      | République d'Irlande                       | 1 - 5                                      | Éliminatoires de la Coupe du monde 2018    | Titulaire.                                 |
| 76.                                        | 22 mars 2018                               | Brøndby Stadion, Brøndby                   | Panama                                     | 1 - 0                                      | Match amical                               | Titulaire, 64e par Lasse Schöne.           |
| 77.                                        | 27 mars 2018                               | Energi Nord Arena, Aalborg                 | Chili                                      | 0 - 0                                      | Match amical                               | Titulaire, 64e par Viktor Fischer.         |
| 78.                                        | 9 juin 2018                                | Brøndby Stadion, Brøndby                   | Mexique                                    | 2 - 0                                      | Match amical                               | Titulaire.                                 |
| 79.                                        | 16 juin 2018                               | Mordovia Arena, Saransk                    | Pérou                                      | 0 - 1                                      | Coupe du monde 2018                        | Titulaire.                                 |
| 80.                                        | 21 juin 2018                               | Samara Arena, Samara                       | Australie                                  | 1 - 1                                      | Coupe du monde 2018                        | Titulaire.                                 |
| 81.                                        | 26 juin 2018                               | Stade Loujniki, Moscou                     | France                                     | 0 - 0                                      | Coupe du monde 2018                        | Titulaire.                                 |
| 82.                                        | 1er juillet 2018                           | Stade de Nijni Novgorod, Nijni Novgorod    | Croatie                                    | 1 - 1 3-2 t.a.b                            | Coupe du monde 2018                        | Titulaire.                                 |
| 83.                                        | 9 septembre 2018                           | Ceres Park, Aarhus                         | Pays de Galles                             | 2 - 0                                      | Ligue des nations 2018-2019                | Titulaire.                                 |
| 84.                                        | 16 novembre 2018                           | Cardiff City Stadium, Cardiff              | Pays de Galles                             | 1 - 2                                      | Ligue des nations 2018-2019                | Titulaire.                                 |
| 85.                                        | 19 novembre 2018                           | Ceres Park, Aarhus                         | République d'Irlande                       | 0 - 0                                      | Ligue des nations 2018-2019                | Titulaire, 45e par Lukas Lerager.          |
| 86.                                        | 21 mars 2019                               | Stade de Fadil Vokrri, Pristina            | Kosovo                                     | 2 - 2                                      | Match amical                               | 60e à la place de Lukas Lerager.           |
| 87.                                        | 26 mars 2019                               | Parc Saint-Jacques, Bâle                   | Suisse                                     | 3 - 3                                      | Éliminatoires Euro 2020                    | Titulaire.                                 |
| 88.                                        | 7 juin 2019                                | Parken Stadium, Copenhague                 | République d'Irlande                       | 1 - 1                                      | Éliminatoires Euro 2020                    | Titulaire.                                 |
| 89.                                        | 10 juin 2019                               | Parken Stadium, Copenhague                 | Géorgie                                    | 5 - 1                                      | Éliminatoires Euro 2020                    | Titulaire.                                 |
| 90.                                        | 5 septembre 2019                           | Victoria Stadium, Gibraltar                | Gibraltar                                  | 0 - 6                                      | Éliminatoires Euro 2020                    | Titulaire.                                 |
| 91.                                        | 8 septembre 2019                           | Stade Boris-Paichadze, Tbilissi            | Géorgie                                    | 0 - 0                                      | Éliminatoires Euro 2020                    | Titulaire.                                 |
| 92.                                        | 12 octobre 2019                            | Parken Stadium, Copenhague                 | Suisse                                     | 1 - 0                                      | Éliminatoires Euro 2020                    | Titulaire.                                 |
| 93.                                        | 15 octobre 2019                            | Energi Nord Arena, Aalborg                 | Luxembourg                                 | 4 - 0                                      | Match amical                               | Titulaire, 45e par Lukas Lerager.          |
| 94.                                        | 15 novembre 2019                           | Parken Stadium, Copenhague                 | Gibraltar                                  | 6 - 0                                      | Éliminatoires Euro 2020                    | Titulaire.                                 |
| 95.                                        | 18 novembre 2019                           | Aviva Stadium, Dublin                      | République d'Irlande                       | 1 - 1                                      | Éliminatoires Euro 2020                    | Titulaire.                                 |
| 96.                                        | 5 septembre 2020                           | Parken Stadium, Copenhague                 | Belgique                                   | 0 - 2                                      | Ligue des nations 2020-2021                | Titulaire.                                 |
| 97.                                        | 8 septembre 2020                           | Parken Stadium, Copenhague                 | Angleterre                                 | 0 - 0                                      | Ligue des nations 2020-2021                | Titulaire.                                 |
| 98.                                        | 7 octobre 2020                             | MCH Arena, Herning                         | Îles Féroé                                 | 4 - 0                                      | Match amical                               | Titulaire, 72e par Jonas Wind.             |
| 99.                                        | 11 octobre 2020                            | Laugardalsvöllur, Reykjavik                | Islande                                    | 0 - 3                                      | Ligue des nations 2020-2021                | Titulaire.                                 |
| 100.                                       | 14 octobre 2020                            | Stade de Wembley, Londres                  | Angleterre                                 | 0 - 1                                      | Ligue des nations 2020-2021                | Titulaire.                                 |
| 101.                                       | 11 novembre 2020                           | Brøndby Stadion, Brøndby                   | Suède                                      | 2 - 0                                      | Match amical                               | Titulaire, 45e par Alexander Bah.          |
| 102.                                       | 15 novembre 2020                           | Parken Stadium, Copenhague                 | Islande                                    | 2 - 1                                      | Ligue des nations 2020-2021                | Titulaire.                                 |
| 103.                                       | 18 novembre 2020                           | Stade Roi Baudouin, Bruxelles              | Belgique                                   | 4 - 2                                      | Ligue des nations 2020-2021                | Titulaire.                                 |
| 104.                                       | 25 mars 2021                               | Stade Bloomfield, Tel Aviv-Jaffa           | Israël                                     | 0 - 2                                      | Éliminatoires de la Coupe du monde 2022    | Titulaire.                                 |
| 105.                                       | 28 mars 2021                               | MCH Arena, Herning                         | Moldavie                                   | 8 - 0                                      | Éliminatoires de la Coupe du monde 2022    | 77e à la place de Lasse Schöne.            |
| 106.                                       | 31 mars 2021                               | Stade Ernst-Happel, Vienne, Autriche       | Israël                                     | 0 - 4                                      | Éliminatoires de la Coupe du monde 2022    | Titulaire.                                 |
| 107.                                       | 2 juin 2021                                | Tivoli Stadion Tirol, Innsbruck            | Allemagne                                  | 1 - 1                                      | Match amical                               | Titulaire.                                 |
| 108.                                       | 6 juin 2021                                | Brøndby Stadion, Brøndby                   | Bosnie-Herzégovine                         | 2 - 0                                      | Match amical                               | Titulaire, 59e par Thomas Delaney.         |
| 109.                                       | 12 juin 2021                               | Parken Stadium, Copenhague                 | Finlande                                   | 0 - 1                                      | Euro 2020                                  | Titulaire, 43e par Mathias Jensen.         |
| 110.                                       | 26 mars 2022                               | Johan Cruyff Arena, Amsterdam              | Pays-Bas                                   | 4 - 2                                      | Match amical                               | 46e à la place de Jesper Lindström.        |
| 111.                                       | 29 mars 2022                               | Parken Stadium, Copenhague                 | Serbie                                     | 3 - 0                                      | Match amical                               | Titulaire, 80e par Philip Billing.         |
| 112.                                       | 3 juin 2022                                | Stade de France, Saint-Denis               | France                                     | 1 - 2                                      | Ligue des nations 2022-2023                | Titulaire.                                 |
| 113.                                       | 6 juin 2022                                | Stade Ernst-Happel, Vienne                 | Autriche                                   | 1 - 2                                      | Ligue des nations 2022-2023                | Titulaire.                                 |
| 114.                                       | 10 juin 2022                               | Parken Stadium, Copenhague                 | Croatie                                    | 0 - 1                                      | Ligue des nations 2022-2023                | Titulaire.                                 |
| 115.                                       | 13 juin 2022                               | Parken Stadium, Copenhague                 | Autriche                                   | 2 - 0                                      | Ligue des nations 2022-2023                | 76e à la place de Mathias Jensen.          |
| 116.                                       | 22 septembre 2022                          | Stade Maksimir, Zagreb                     | Croatie                                    | 2 - 1                                      | Ligue des nations 2022-2023                | Titulaire.                                 |
| 117.                                       | 25 septembre 2022                          | Parken Stadium, Copenhague                 | France                                     | 2 - 0                                      | Ligue des nations 2022-2023                | Titulaire.                                 |
| 118.                                       | 22 novembre 2022                           | Stade Education City, Al Rayyan            | Tunisie                                    | 0 - 0                                      | Coupe du monde 2022                        | Titulaire.                                 |
| 119.                                       | 26 novembre 2022                           | Stade 974, Doha                            | France                                     | 2 - 1                                      | Coupe du monde 2022                        | Titulaire.                                 |
| 120.                                       | 30 novembre 2022                           | Stade Al-Janoub, Al Wakrah                 | Australie                                  | 1 - 0                                      | Coupe du monde 2022                        | Titulaire.                                 |
| 121.                                       | 16 juin 2023                               | Parken Stadium, Copenhague                 | Irlande du Nord                            | 1 - 0                                      | Éliminatoires de l'Euro 2024               | Titulaire.                                 |
| 122.                                       | 19 juin 2023                               | Stadion Stožice, Ljubljana                 | Slovénie                                   | 1 - 1                                      | Éliminatoires de l'Euro 2024               | Titulaire.                                 |
| 123.                                       | 7 septembre 2023                           | Parken Stadium, Copenhague                 | Saint-Marin                                | 4 - 0                                      | Éliminatoires de l'Euro 2024               | Titulaire.                                 |
| 124.                                       | 10 septembre 2023                          | Stade olympique d'Helsinki, Helsinki       | Finlande                                   | 0 - 1                                      | Éliminatoires de l'Euro 2024               | Titulaire.                                 |
| 125.                                       | 14 octobre 2023                            | Parken Stadium, Copenhague                 | Kazakhstan                                 | 3 - 1                                      | Éliminatoires de l'Euro 2024               | Titulaire.                                 |
| 126.                                       | 17 octobre 2023                            | Stade de Saint-Marin, Serravalle           | Saint-Marin                                | 1 - 2                                      | Éliminatoires de l'Euro 2024               | Titulaire.                                 |
| 127.                                       | 23 mars 2024                               | Parken Stadium, Copenhague                 | Suisse                                     | 0 - 0                                      | Match amical                               | Titulaire.                                 |
| 128.                                       | 26 mars 2024                               | Brøndby Stadion, Brøndby                   | Îles Féroé                                 | 2 - 0                                      | Match amical                               | 45e à la place de Mathias Jensen.          |
| 129.                                       | 5 juin 2024                                | Parken Stadium, Copenhague                 | Suède                                      | 2 - 1                                      | Match amical                               | Titulaire.                                 |
| 130.                                       | 8 juin 2024                                | Parken Stadium, Copenhague                 | Norvège                                    | 3 - 1                                      | Match amical                               | 63e à la place de Andreas Skov Olsen.      |
| 131.                                       | 16 juin 2024                               | Stuttgart Arena, Stuttgart                 | Slovénie                                   | 1 - 1                                      | Euro 2024                                  | Titulaire.                                 |
| 132.                                       | 20 juin 2024                               | Frankfurt Arena, Francfort-sur-le-Main     | Angleterre                                 | 1 - 1                                      | Euro 2024                                  | Titulaire.                                 |
| 133.                                       | 25 juin 2024                               | Munich Football Arena, Munich              | Serbie                                     | 0 - 0                                      | Euro 2024                                  | Titulaire.                                 |
| 134.                                       | 29 juin 2024                               | BVB Stadion Dortmund, Dortmund             | Allemagne                                  | 2 - 0                                      | Euro 2024                                  | Titulaire.                                 |
| 135.                                       | 5 septembre 2024                           | Parken Stadium, Copenhague                 | Suisse                                     | 2 - 0                                      | Ligue des nations 2024-2025                | Titulaire, 62e par Mikkel Damsgaard.       |
| 136.                                       | 8 septembre 2024                           | Parken Stadium, Copenhague                 | Serbie                                     | 2 - 0                                      | Ligue des nations 2024-2025                | Titulaire, 68e par Patrick Dorgu.          |
| 137.                                       | 12 octobre 2024                            | Stade Enrique-Roca, Murcie                 | Espagne                                    | 1 - 0                                      | Ligue des nations 2024-2025                | Titulaire, 73e par Gustav Isaksen.         |
| 138.                                       | 15 octobre 2024                            | Kybunpark, Saint-Gall                      | Suisse                                     | 2 - 2                                      | Ligue des nations 2024-2025                | Titulaire.                                 |
| 139.                                       | 15 novembre 2024                           | Parken Stadium, Copenhague                 | Espagne                                    | 1 - 2                                      | Ligue des nations 2024-2025                | Titulaire.                                 |
| 140.                                       | 18 novembre 2024                           | Stade Dubočica, Leskovac                   | Serbie                                     | 0 - 0                                      | Ligue des nations 2024-2025                | Titulaire.                                 |
| 141.                                       | 20 mars 2025                               | Parken Stadium, Copenhague                 | Portugal                                   | 1 - 0                                      | Ligue des nations 2024-2025                | Titulaire, 86e par Jonas Wind.             |
| 142.                                       | 23 mars 2025                               | Estádio José Alvalade XXI, Lisbonne        | Portugal                                   | 5 - 2                                      | Ligue des nations 2024-2025                | Titulaire, 83e par Morten Frendrup.        |
| 143.                                       | 7 juin 2025                                | Parken Stadium, Copenhague                 | Irlande du Nord                            | 2 - 1                                      | Match amical                               | Titulaire, 80e par Matt O'Riley.           |
| 144.                                       | 10 juin 2025                               | Odense Stadium, Odense                     | Lituanie                                   | 5 - 0                                      | Match amical                               | Titulaire.                                 |

## Palmarès

### En club
| Ajax Amsterdam (5) | Tottenham Hotspur (0) | Inter Milan (1)                                                                                     | Manchester United (2) |
| --- | --- | --------------------------------------------------------------------------------------------------- | --- |
| - Eredivisie (3) : - Champion en 2011, 2012 et 2013 - Vice-champion en 2010 - Coupe des Pays-Bas (1) : - Vainqueur en 2010 - Finaliste en 2011 - Supercoupe des Pays-Bas (1) : - Vainqueur en 2013 | - Premier League (0) : - Vice-champion en 2017 - Coupe de la Ligue (0) : - Finaliste en 2015 - Ligue des Champions (0) : - Finaliste en 2019 | - Serie A (1) : - Champion en 2021 - Vice-champion en 2020 - Ligue Europa (0) : - Finaliste en 2020 | - Coupe d'Angleterre (1) : - Vainqueur en 2024 - Finaliste en 2023 - Coupe de la Ligue (1) : - Vainqueur en 2023 - Community Shield (0) : - Finaliste en 2024 - Ligue Europa (0) : - Finaliste en 2025 |

### Distinctions individuelles
- Meilleur joueur danois de moins de 17 ans en 2008.
- Meilleur jeune joueur du championnat des Pays-Bas en 2011[66].
- Joueur danois de l'année en 2011, 2013, 2014, 2015, 2017 et 2018[67].
- Membre de l'équipe-type de Premier League en 2018.

## Vie privée
Eriksen est en couple avec Sabrina Kvist Jensen depuis août 2012, ils ont un enfant nommé Alfred Eriksen, né quelques jours avant le Mondial 2018.
En décembre 2020, sa compagne accouche de leur deuxième enfant. En mars 2021, Eriksen dévoile que leur deuxième enfant est une fille.